# Le Palais
Le Palais is een gemeente in het Franse departement Morbihan (regio Bretagne). De plaats maakt deel uit van het arrondissement Lorient. De gemeente telde 2.576 inwoners op 1 januari 2022. Het is een van de vier gemeenten op het eiland Belle-Île-en-Mer.
Kenmerkend voor Le Palais is een imposante citadel die teruggaat tot de elfde eeuw en werd aangepast aan de toenmalige, moderne oorlogsvoering door Vauban in 1685. In de citadel is een museum over de lokale geschiedenis ingericht.

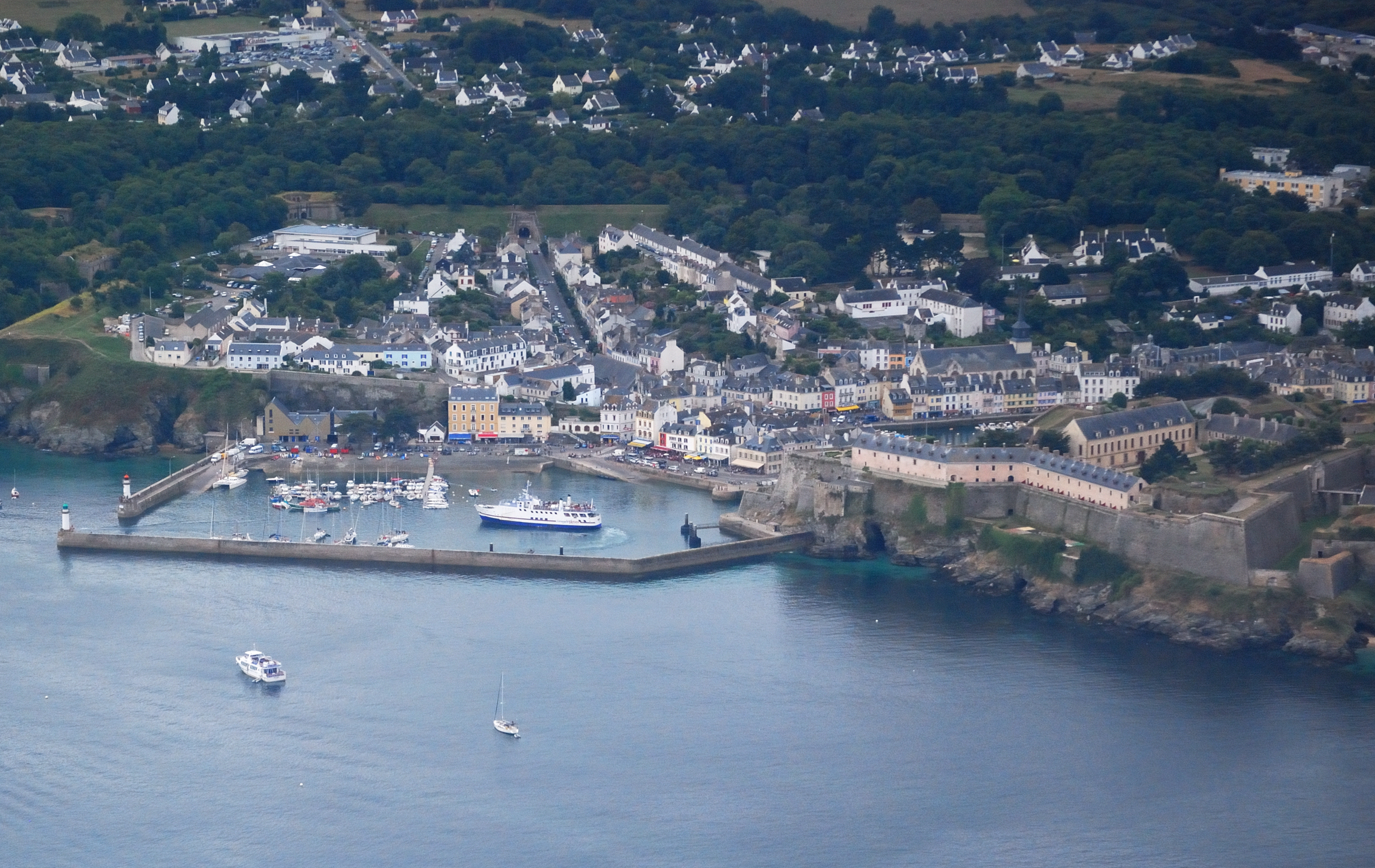
Le Palais

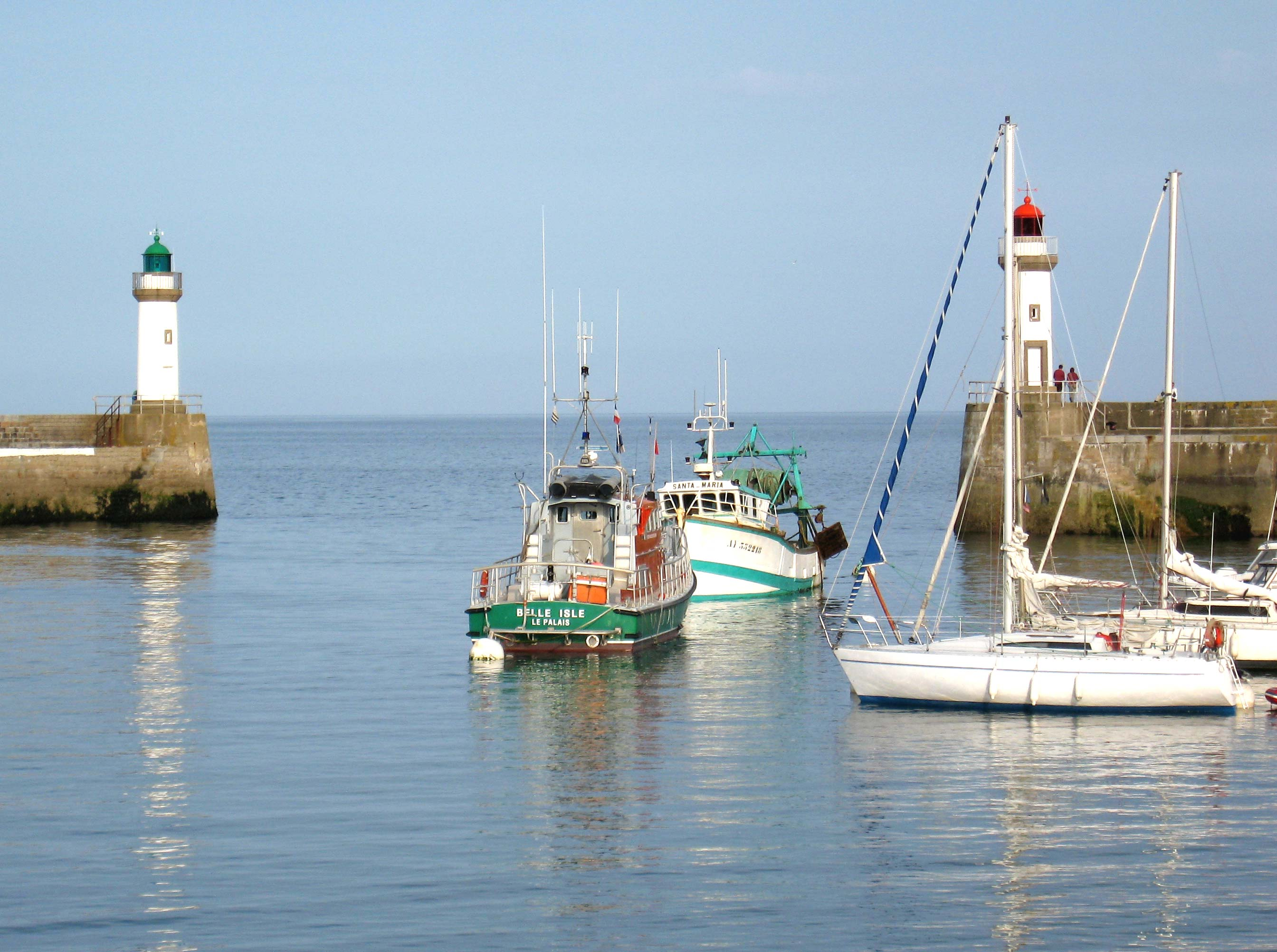
Vuurtorens

## Geografie
De oppervlakte van Le Palais bedroeg op 1 januari 2022 17,43 vierkante kilometer; de bevolkingsdichtheid was toen 147,8 inwoners per km².

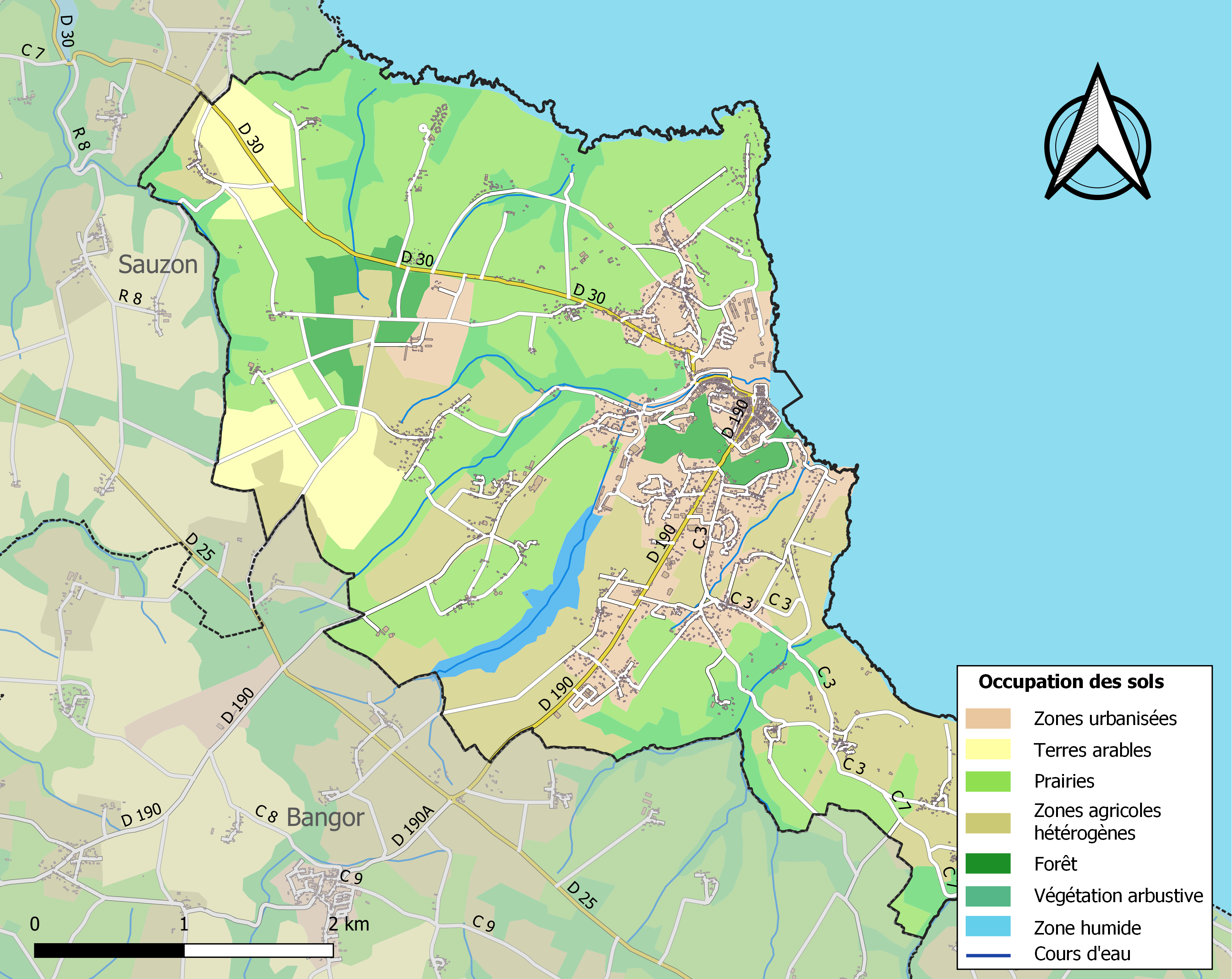
Kaart van de gemeente met de belangrijkste infrastructuur, bodemgebruik en omliggende gemeenten

## Demografie
Onderstaande figuur toont het verloop van het inwonertal, bron: INSEE-tellingen. 